# 炒浇面
炒浇面，是一種汤面，为江苏常熟的地方面食。是将现场炒制的浇头浇于麵上而成。
2024年，炒浇面以“苏式面制作技艺（常熟炒浇面制作技艺）”名义被列入苏州市第八批市级非物质文化遗产代表性项目名录。

## 特点
常熟炒浇麵与苏式汤面同源，都非常注重面汤的制作。炒浇麵的麵汤使用猪骨、鸡架、鳝骨等材料熬制数小时，再加老卤调配而成。汤味鲜美。面汤分有白汤、红汤两种。汤量有宽汤（多汤），紧汤（少汤）。夏天因天气炎热以紧汤为主，炒浇拌面。麵主要使用细面。麵浇为现点现炒，主要有虾仁、鳝鱼、肉丝、爆鱼、排骨、焖肉、黄鱼以及常熟特色的蕈油等，种类繁多，荤素搭配自由。浇头炒好后直接浇于汤面上，使浇头汤与面汤融合。